# Швейцария на летних Олимпийских играх 1900
Швейцария на летних Олимпийских играх 1900 была представлена 17 спортсменами в 4 видах спорта. Страна заняла пятое место в общекомандном медальном зачёте.

## Медалисты

### Золото
| Золото |                                                                              |                                                       |
| №      | Спортсмены                                                                   | Вид спорта (дисциплина)                               |
| 1      | Бернар де Пурталес, Элен де Пурталес, Эрман де Пурталес                      | Парусный спорт (1-2 тонны)                            |
| 2      | Карл Рёдерер                                                                 | Стрельба (пистолет, 50 метров)                        |
| 3      | Карл Рёдерер, Конрад Штеели, Луи Ришарде, Фридрих Люти, Пауль Пробст         | Стрельба (армейский пистолет среди команд, 50 метров) |
| 4      | Конрад Штеели                                                                | Стрельба (винтовка с колена, 300 метров)              |
| 5      | Эмиль Келленбергер                                                           | Стрельба (винтовка с трёх позиций, 300 метров)        |
| 6      | Эмиль Келленбергер, Франц Бёкли, Конрад Штеели, Луи Ришарде, Альфред Грюттер | Стрельба (винтовка среди команд, 300 метров)          |

### 

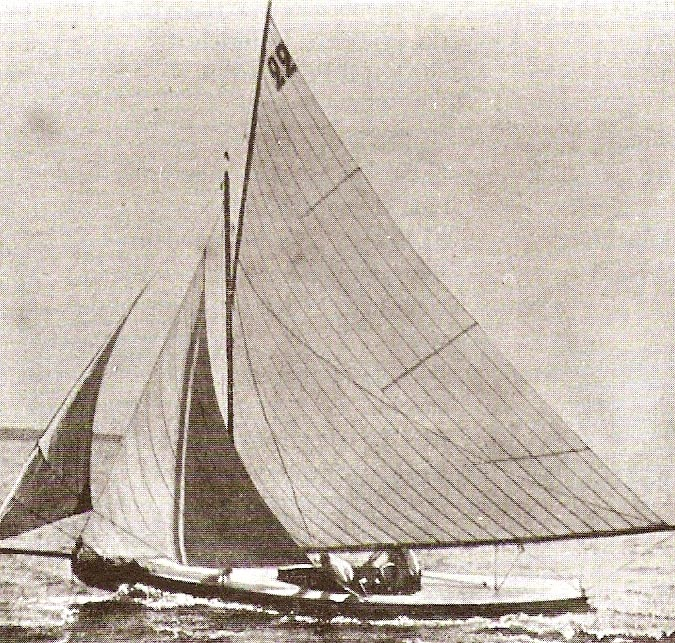
Швейцарская лодка Lérina

### Серебро
| Серебро |                                                         |                                          |
| №       | Спортсмены                                              | Вид спорта (дисциплина)                  |
| 1       | Бернар де Пурталес, Элен де Пурталес, Эрман де Пурталес | Парусный спорт (1-2 тонны)               |
| 2       | Эмиль Келленбергер                                      | Стрельба (винтовка с колена, 300 метров) |

### Бронза
| Бронза |               |                                |
| №      | Спортсмены    | Вид спорта (дисциплина)        |
| 1      | Конрад Штеели | Стрельба (пистолет, 50 метров) |

## Результаты соревнований

### Парусный спорт
| Соревнование   | Спортсмены                                              | Яхта   | Финал     | Финал |
| Соревнование   | Спортсмены                                              | Яхта   | Результат | Место |
| -------------- | ------------------------------------------------------- | ------ | --------- | ----- |
| 1-2 тонны (A)  | Бернар де Пурталес, Элен де Пурталес, Эрман де Пурталес | Lérina | 2:15:32   | 1     |
| 1-2 тонны (B)  | Бернар де Пурталес, Элен де Пурталес, Эрман де Пурталес | Lérina | 3:35:14   | 2     |
| Открытый класс | Бернар де Пурталес, Элен де Пурталес, Эрман де Пурталес | Lérina | DNF       | —     |

### Спортивная гимнастика
| Соревнование              | Спортсмены    | Финал     | Финал |
| Соревнование              | Спортсмены    | Результат | Место |
| ------------------------- | ------------- | --------- | ----- |
| Индивидуальное первенство | Жюль Декре    | 264       | 19    |
| Индивидуальное первенство | Жанфавр       | 261       | 23    |
| Индивидуальное первенство | Шарль Бродбек | 245       | 43    |

### Стрельба
| Соревнование                        | Спортсмены                                                                   | Финал     | Финал |
| Соревнование                        | Спортсмены                                                                   | Результат | Место |
| ----------------------------------- | ---------------------------------------------------------------------------- | --------- | ----- |
| Скоростной пистолет, 25 метров      | Пауль Пробст                                                                 | 7         | 5     |
| Пистолет, 50 метров                 | Карл Рёдерер                                                                 | 503       | 1     |
| Пистолет, 50 метров                 | Конрад Штеели                                                                | 453       | 3     |
| Пистолет, 50 метров                 | Луи Ришарде                                                                  | 448       | 4     |
| Пистолет, 50 метров                 | Фридрих Люти                                                                 | 435       | 7     |
| Пистолет, 50 метров                 | Пауль Пробст                                                                 | 432       | 9     |
| Пистолет среди команд, 50 метров    | Карл Рёдерер, Конрад Штеели, Луи Ришарде, Фридрих Люти, Пауль Пробст         | 2271      | 2     |
| Винтовка стоя, 300 метров           | Франц Бёкли                                                                  | 294       | 5     |
| Винтовка стоя, 300 метров           | Эмиль Келленбергер                                                           | 292       | 6     |
| Винтовка стоя, 300 метров           | Альфред Грюттер                                                              | 282       | 7     |
| Винтовка стоя, 300 метров           | Конрад Штеели                                                                | 272       | 14    |
| Винтовка стоя, 300 метров           | Луи Ришарде                                                                  | 269       | 17    |
| Винтовка с колена, 300 метров       | Конрад Штеели                                                                | 324       | 1     |
| Винтовка с колена, 300 метров       | Эмиль Келленбергер                                                           | 314       | 2     |
| Винтовка с колена, 300 метров       | Франц Бёкли                                                                  | 300       | 7     |
| Винтовка с колена, 300 метров       | Луи Ришарде                                                                  | 297       | 9     |
| Винтовка с колена, 300 метров       | Альфред Грюттер                                                              | 265       | 25    |
| Винтовка лёжа, 300 метров           | Эмиль Келленбергер                                                           | 324       | 5     |
| Винтовка лёжа, 300 метров           | Луи Ришарде                                                                  | 307       | 12    |
| Винтовка лёжа, 300 метров           | Франц Бёкли                                                                  | 289       | 21    |
| Винтовка лёжа, 300 метров           | Конрад Штеели                                                                | 285       | 23    |
| Винтовка лёжа, 300 метров           | Альфред Грюттер                                                              | 285       | 23    |
| Винтовка с трёх позиций, 300 метров | Эмиль Келленбергер                                                           | 930       | 1     |
| Винтовка с трёх позиций, 300 метров | Франц Бёкли                                                                  | 883       | 8     |
| Винтовка с трёх позиций, 300 метров | Конрад Штеели                                                                | 881       | 9     |
| Винтовка с трёх позиций, 300 метров | Луи Ришарде                                                                  | 873       | 16    |
| Винтовка с трёх позиций, 300 метров | Альфред Грюттер                                                              | 832       | 19    |
| Винтовка среди команд, 300 метров   | Эмиль Келленбергер, Франц Бёкли, Конрад Штеели, Луи Ришарде, Альфред Грюттер | 4399      | 1     |

### Фехтование
| Соревнование | Спортсмены       | Первый раунд | Четвертьфинал | Дополнительный раунд | Полуфинал | Полуфинал | Полуфинал | Финал     | Финал     | Финал     | Утешительный финал |
| Соревнование | Спортсмены       | Место        | Место         | Место                | Место     | Побед     | Поражений | Место     | Побед     | Поражений | Место              |
| ------------ | ---------------- | ------------ | ------------- | -------------------- | --------- | --------- | --------- | --------- | --------- | --------- | ------------------ |
| Шпага        | Пауль Роберт     | 4-6          | не прошёл     |                      | не прошёл | не прошёл | не прошёл | не прошёл | не прошёл | не прошёл |                    |
| Рапира       | Пауль Роберт     | прошёл       | выбыл         | выбыл                | не прошёл | не прошёл | не прошёл | не прошёл | не прошёл | не прошёл | не прошёл          |
| Рапира       | Жан Вей          | выбыл        | не прошёл     | не прошёл            | не прошёл | не прошёл | не прошёл | не прошёл | не прошёл | не прошёл | не прошёл          |
| Сабля        | Франсуа де Боффа | выбыл        |               |                      | не прошёл | не прошёл | не прошёл | не прошёл | не прошёл | не прошёл | не прошёл          |